# أسيتون
الأسيتون (التسمية النظامية: 2-بروبانون) هو مركب كيميائي عضوي صيغته الكيميائية CH3COCH3 ويتبع لعائلة الكيتونات ويعدّ أبسط ممثل لهذه العائلة. الأسيتون سائل عديم اللون قابل للاشتعال ودرجة انصهاره −95.4 °C ودرجة غليانه 56.53 °C. يعدّ استخدامه كمزيل لطلاء الأظافر من أشهر الاستخدامات المنزلية. كما يستخدم الأسيتون في صناعة اللدائن، الألياف، الأدوية وكيماويات أخرى. يذوب الأسيتون في المياه والكحول والإيثر. ويعدّ الأسيتون مذيباً عضوياً هاماً. وعادة ما يُعتبر المذيب المفضل لأغراض التنظيف في المختبر. وأُنتج نحو 5.1 مليون طن سنوياً في جميع أنحاء العالم في عام 2009، للاستخدام بشكل رئيس كمذيب وفي إنتاج ميثيل ميثاكريلات وثنائي الفينول أ. وتتمثل الاستخدامات المنزلية المعروفة للأسيتون في قيامه بدور العنصر النشط في إزالة طلاء الأظافر وكمرقق للطلاء. كما يعدّ وحدة بناء معتادة في الكيمياء العضوية.
يتم إنتاج الإسيتون بشكل طبيعي داخل جسم الإنسان ويتم التخلص منه أيضاً كنتيجة لعمليات التمثيل الغذائي الطبيعية وقد أظهرت اختبارات السمية الإنجابية أن الأسيتون لدية قدرة ضئيلة على تسبيب مشاكل الإنجاب وفي الواقع يقوم الجسم طبيعياً بزيادة مستوى الأسيتون في النساء الحوامل والأمهات المرضعة والأطفال لأن احتياجهم العالي أو المرتفع للطاقة يؤدي إلى إنتاج الأسيتون بمعدلات أعلى ويقوم المجتمع الطبي الآن باستخدام الحمية الكيتونية والتي تزيد من الأسيتون داخل الجسم للحد من هجمات أو نوبات الصرع عند الرضع والأطفال الذين يعانون من حالات الصرع المستعصية المُرتدّة. (بحاجة لمصدر)

## الإنتاج
يتم إنتاج الأسيتون بشكل مباشر أو غير مباشر من البروبيلين. عادة، في عملية الكيومين، حيث يتمّ ألكلة البنزين باستخدام البروبين وينتج الكيومين (ايزوبروبيل بنزين) وبعد ذلك يتم أكسدة الكيومين لإعطاء الفينول والأسيتون.
C6H5CH(CH3)2 + O2 → C6H5OH + (CH3)2CO
ويقتضي هذا التفاعل تكون الوسيط هيدروبيروكسيد كيومين C6H5C(OOH)(CH3)2

### طرق الإنتاج قديماً
يُنتج الأسيتون سابقاً عن طريق التقطير الجاف للأسيتات على سبيل المثال أسيتات الكالسيوم Ca(CH3COO)2.
أثناء الحرب العالمية الأولى تم إنتاج الأسيتون من خلال التخمر البكتيري حيث تم تطويره وإنتاجه بواسطة حاييم وايزمان (أول رئيس لإسرائيل) للمساعدة في المجهود الحربي البريطاني. وقد تمّ التخلي عن عملية الأسيتون بيوتانول إيثانول بسبب ضآلة الناتج.

### البناء أو التخليق الحيوي
انظر أيضاً : الكيتونية
يتمّ إنتاج كميات قليلة من الأسيتون داخل الجسم عن طريق نزع الكربوكسيل من المركبات الكيتونية.

## الاستخدامات
يتم استهلاك نصف إنتاج العالم تقريباً من الأسيتون على هيئة ممهدات لميثيل ميثا أكريليت. ويبدأ هذا التطبيق مع التحويل الأولي للأسيتون إلى السيانوهيدرين:
CO(CH3)2 + HCN → (CH3)2C(OH)CN
وفي خطوة لاحقة، يتم تحليل النتريل إلى أميد غير مشبع حيث يتم أسترته كالتالي :
CN(OH)C(CH3)2 + CH3OH → CH2=(CH3)CCO2CH3 + NH3
الاستخدام الرئيسي الثاني للأسيتون يستلزم تكثيفه باستخدام الفينول لكي يعطي ثنائي الفينول أ :
CO(CH3)2 + 2 C6H5OH → (CH3)2C(C6H4OH)2 + H2O
ثنائي فينول أ هو مكون لبوليمرات عديدة مثل بولي كاربونات، بولي يوريثان، وراتنجات الإيبوكسي.

### استخدام الأسيتون كمذيب
الأسيتون هو مذيب جيد لمعظم المواد البلاستيكية والألياف الصناعية بما في ذلك تلك المستخدمة في الزجاجات المعملية المصنوعه من البوليسترين والبولي كربونات وبعض الأنواع من مادة البولي بروبيلين. ويعدّ مثالي لتخفيف راتنجات الألياف الزجاجية وفي تنظيف أدوات الألياف الزجاجية وإزابة جزئين الإيبوكسي والغراء القوي قبل التصلب كما أنه يستخدم كعنصر متطاير لبعض الدهانات والورنيش كما أنه يعدّ مفيد في إعداد أو تجهيز المعدن قبل دهنه بل وأيضا يستخدم في تخفيف راتنجات البوليستر والفينيل والمواد اللاصقة.
ويتم استهلاك ملايين الكيلوجرامات من الأسيتون في إنتاج المذيبات : كحول الأيزوبيوتيل الميثيل وكيتون الأيزوبيوتيل الميثيل.وتنشأ هذه المنتجات عن طريق تكثيف أولى للألدول لإعطاء كحول الداي أسيتون.
2CO(CH3)2 → (CH3)2C(OH)CH2C(O)CH3
يستخدم الأسيتون كمذيب في الصناعات الدوائية ويستخدم كعامل نزع للبروتين أو للتمسخ في الكحولات المتمسخة أو المغايرة للطبيعة. كما يستخدم الأسيتون أيضا كسواغ في بعض المنتجات الدوائية.

#### تخزين الأسيتيلين
على الرغم من أن الأسيتون قابل للاشتعال من تلقاء نفسه إلا أنه يستخدم على نطاق واسع كمذيب للنقل والتخزين الآمن للأستيلين والذي لا يمكن تعريضه للضغط بأمان كمركب نقي.تمتلئ أولا الأوعية المحتوية على مادة مسامية بالأسيتون يليه الأستيلين والذي يذوب في الأسيتون.واحد لتر من الأسيتون يمكنه إذابة حوالي (250) لتر من الأسيتيلين.

### الاستخدامات الطبية والتجميلية
يستخدم الأسيتون في مجموعة متنوعة من التطبيقات الطبية العامة والتجميلية كما أنه مدرج أيضا كعنصر من المضافات الغذائية والتغليف الغذائي.
ويشيع استخدام الأسيتون في عملية تجديد شباب الجلد في المكاتب والمنتجعات الطبية. منذ أيام مصر القديمة، كان الناس يستخدمون طرق التقشير الكيميائي لتجديد شباب الجلد.وهناك بعض العوامل الشائعة المستخدمة اليوم لعملية التقشير الكيميائي وهو حمض الساليسيلك وحمض الجليكوليك وأيضا (30%) من حمض الساليسيلك في الكحول الإيثيلي وحمض الخليك ثلاثي الكلور (كلوروفورم الميثيل).قبل التقشير الكيميائي، يجب أن تنظف البشرة بشكل صحيح ويجب إزالة الدهون الزائدة.وتعرف هذه العملية بنزع أو التخلص من الدهون ويستخدم في هذه العملية الأسيتون أو السبتيسول أو مزيج من هذه العوامل بشكل شائع.

### الاستخدامات المعملية
في المختبر يستخدم الأسيتون كمذيب قطبي لا بروتوني في مجموعه متنوعه من التفاعلات العضوية مثل تفاعلات (SN2).ويعدّ استخدام مذيب الأسيتون أمر بالغ الأهمية للأكسدة جونز. وهو أيضا مذيب شائع لشطف زجاجيات المختبر بسبب تكلفته المنخفضة وتطايره ومع ذلك فإنه لا يشكل آزوتروب مع الماء. وعلى الرغم من استخدامه الشائع كعامل تجفيف مفترض، إلا أنه لا يعدّ فعال إلا بإزاحة التراكم وتخفيفه.ويمكن تبريد الأسيتون باستخدام الثلج الجاف إلى (-78درجة سيلوزية)دون تجميده ويشيع استخدام حمامات الأسيتون بالثلج الجاف لإجراء التفاعلات في درجات الحرارة المنخفضة ويعطي الأسيتون ضي أو إشعاعا فلوري تحت الأشعة الفوق بنفسجية ويمكن أن يستخدم بخاره ككواشف مشعه في تجارب تدفق السوائل.

### الاستخدامات المنزلية والاستخدامات المتخصصة الأخرى
غالبا ما يكون الأسيتون المكون الأساسي للعوامل المنظفة مثلا يستخدم كمزيل لطلاء الأظافر. خلات الإيثيل وهو مذيب آخر عضوي يمكن استخدامه أيضا أحيانا.والأسيتون هو مكون من مزيل الغراء القوي كما أنه يزيل بسهولة الترسيبات من على الزجاج والخزف أو البورسيلين.
يمكن استخدام الأسيتون أيضا كعامل فني أو تجميلي وذلك عندما يفرك على الجزء الخلفي من طباعة ليزر أو عند وضع صورة ضوئية بحيث يكون وجهها لأسفل على سطح آخر وتصقل أو تلمع بشدة وبذلك ينتقل حبر الصورة إلى سطح الوجهة كما يستخدم فنانو المكياج الأسيتون في إزالة لواصق الجلد أو البشرة الناتج عن وضع الشعر المستعار والشوارب عن طريق غمر العنصر في حمام أسيتون وبعد ذلك يتم إزالة بقايا الغراء أو المادة الصمغية بفرشاة قوية.
كما يضيف بعض عشاق السيارات الأسيتون بحوالي نسبة جزء إلى (500)جزء للوقود وذلك بعد مطالبات لتحسين استهلاك الوقود وعمر المحرك.

## الأمان والسلامة

### قابلية الاشتعال
الخطر الأكثر شيوعا المرتبط بالأسيتون يتمثل في قابليته الشديدة للاشتعال حيث أنه يشتعل تلقائيا عند درجة حرارة (465)درجة مئوية (869) درجة فهرنهايت.وفي درجات حرارة أعلى من نقطة وميض الأسيتون (-20) درجة مئوية (-4) درجة فهرنهايت، مخاليط هوائية في ما بين (2,5 %)، (12,8 %) من الأسيتون من حيث الحجم، يمكن أن تنفجر أو أن تسبب حريق وميضي ويمكن للأبخرة أن تتدفق على أسطح مصادر الاشتعال أو الاحتراق البعيدة وتمض مرة أخرى.التفريغ أو التصريف الثابت قد يشعل أيضا أبخرة الأسيتون.

### المعلومات الصحية
تمّ دراسة الأسيتون على نطاق واسع ومن المسلم به عموما أنه يعدّ منخفض السمية الحادة والمزمنه وذلك إذا تم بلعه أو استنشاقه.وتسبب استنشاق تركيزات عالية (حوالي 9200جزء من المليون) في الهواء، تهيج في الحلق عند البشر وذلك لأقل من خمسة دقائق.
ويسبب استنشاق تركيزات قدرها (1000جزء من المليون) تهيج في العين والحلق لمدة أقل من ساعة ومع ذلك استنشاق (500 جزء من المليون) من الأسيتون في الهواء لا يسبب أي أعراض من التهيج عند البشر حتى بعد مرور ساعتين من التعرض.لايعدّ الأسيتون حاليا مادة مسرطنه وهي مادة كيميائية مطفرة أو مصدر قلق للتأثيرات السمية العصبية المزمنة. 
ويمكن إيجاد الأسيتون كمكون لمجموعه متنوعه من المنتجات الاستهلاكية التي تتراوح من مستحضرات التجميل إلى الأغذية المصنعة والغير مصنعه وقد تم تصنيف الأسيتون كـ(GRAS)= (مُعترف به عموما أو مادة آمنة) وذلك عند تواجده في المشروبات والمخبوزات والحلويات ويتم حفظه بتركيزات تتراوح ما بين (5-8 ملجم/ لتر).بالإضافة إلى ذلك، وجدت دراسة مشتركة بين الولايات المتحدة وأوروبا أن الأخطار الصحية للأسيتون تعتبر طفيفة. (بحاجة لمصدر)

### السمّية
يعتقد أن الأسيتون له سمية طفيفة عند الاستعمال العادي ولا يوجد هناك أدلة قوية على آثار صحية مزمنه إذا ما اتبعت الاحتياطات الأساسية.
في حالة وجود تركيزات عالية جدا من البخار يسبب الأسيتون حدوث تهيج ومثل مذيبات أخرى كثيرة يمكنه أن يؤثر ويثبط من عمل الجهاز العصبي المركزي. ويعدّ أو يمثل أيضا مصدر إزعاج شديد عند ملامسته للعينين ويسبب مخاطر محتملة للتطلع أو التنفس الرئوي.وفي حالة واحدة موثقة، ابتلاع كمية كبيرة من الأسيتون أدت إلى تسمم شامل على الرغم من أن المريض تعافى تماما في نهاية المطاف. وتُقدّر بعض المصادر (LD50)لابتلاع الإنسان عند (1,159) جم/كجم، استنشاق (LD50) بواسطة الفئران أعطى على أنه (44)جم/م3 لأكثر من أربعة ساعات. وقد تبين أن للأسيتون أثار مضادة للصرع في النماذج الحيوانية المصابة بالصرع وذلك في غياب السمية، عندما يتم يتناوله في تركيزات تقاس بالميللي مولار . ولقد تم افتراض أن الحمية الكيتونية المرتفعة الدهون ومنخفضة الكربوهيدرات قد تُستخدم عملياً لمكافحة مقاومة الأدوية للصرع عند الأطفال حيث تعمل على رفع نسبة الأسيتون في المخ.
- شطب وكالة حماية البيئة (1995). أزالة وكالة حماية البيئة الأسيتون من قائمة «المواد الكيميائية السامة» المحفوظة أو المدرجة تحت القسم (313) من التخطيط للطوارئ وحق المجتمع المحلي في قانون "EPCRA".وبإتخاذ هذا القرار قامت وكالة حماية البيئة باستعراض واسع النطاق للبيانات المتاحة عن سمية الأسيتون ووجدت أن الأسيتون له سمية حادة فقط على المستويات المتجاوزة كثيرا للإطلاقات أو التعرضات المترتبة وكذلك وجد أن الأسيتون له سمية منخفضة في الدراسات المزمنة.
- السمية الوراثية. تم اختبار الأسيتون في أكثر من دستتين (24)فحص معملي وفي الجسم الحي.

وقد أشارت تلك الدراسات أن الأسيتون غير سام وراثياً.
- مسببات السرطان. خلصت وكالة حماية البيئة في عام (1995) إلى أنه لا يوجد هناك أية أدلة حاليا تشير إلى أن الأسيتون يمثل مصدر قلق للسرطنه (استعراض "EPCRA" وصف في القسم "3-3"). ولم يقد العلماء أي نص يرجح أن الأسيتون يسبب سمية مزمنه خلال اختبار السرطنه للأسيتون وذلك لأن الدراسات ما قبل المزمنه أثبتت فقط وجود استجابة سامه خفيفة جدا عند تواجد الأسيتون بجرعات عالية جدا في القوارض.
- السمية العصبية والسمية العصبية المتنامية. تم دراسة احتمالية تسبب السمية العصبية لكل من الأسيتون والأيزوبروبانول وهو ممهد التمثيل الغذائي للأسيتون على نطاق واسع وقد أوضحت هذه الدراسات أنه بالرغم من أن التعرض لجرعات عالية من الأسيتون قد يسبب آثار عابرة على الجهاز العصبي المركزي إلا أن الأسيتون يعدّ غير سام للأعصاب. وقد أجريت دراسة توجيهية مبدأية عن تسمم الأعصاب باستخدام الأيزوبروبانول ولم يتم العثور على أية آثار نمائية لتسمم الأعصاب حتى عند اختبار أعلى جرعة (SIAR) صفحة (1, 25، 31).
- بيئياً. عندما أعفت وكالة حماية البيئة الأسيتون من اللائحة كمركب عضوي متضاير في عام 1995 أقرت وكالة حماية البيئة أن هذا الإعفاء أو الاستثناء من شأنه أن «يساهم في تحقيق أهداف بيئية هامة وسيدعم جهود وكالة حماية البيئة في منع التلوث» (60fed.Reg.31,634) (16 يونيو عام 1995), ولاحظت وكالة حماية البيئة أن الإسيتون يمكن استخدامه «باعتباره بديلاً للمركبات العديدة المسرودة على أنها ملوثات هوائية خطيرة» في إطار الباب (112) من قانون (الهواء النظيف).

### التأثيرات البيئية
يتبخر الأسيتون بسرعة حتى من المياه والتربة وبمجرد تواجده في الغلاف الجوي يتم تكسيره بفعل الأشعة الفوق بنفسجية حيث تكون دورة نصف العمر الخاصة به (22) يوم. ويتلاشى الأسيتون ببطء في التربة والحيوانات أو في المجاري المائية حيث يتم استهلاكه في بعض الأحيان من قِبل الكائنات الحية الدقيقة،  ولكنه يُعتبر ملوث كبير للمياه الجوفية نتيجة لذوبانه العالي في الماء (LD50) للأسيتون في الأسماك (8,3) جرام/ لتر من الماء (أو حوالي 0,8%)على مدى 96 ساعه ودورة نصف العمر البيئية حوالي (1-10 أيام) وقد يُشكّل الأسيتون خطراً كبيراً على نضوب الأكسجين في الأنظمة المائية وذلك بسبب النشاط الميكروبي المستهلك له.

### بيروكسيد الأسيتون
المقال الرئيسي : بيروكسيد الأسيتون
عندما يتاكسد الأسيتون فإنه يكون بيروكسيد الأسيتون كناتج ثانوي وهو مركب غير مستقر للغاية فقد يتشكل أو يتكون بطريق بالصدفة على سبيل المثال : عندما يتم صب مُخلفات بيروكسيد الهيدروجين على مُخلفات مذيب يحتوي على الأسيتون. كما أن بيروكسيد الأسيتون لديه أكثر من عشرة أضعاف حساسية النيتروجلسرين ضد الاحتكاك والصدمات. وبسبب عدم استقراره، فإنه نادراً ما يتم استخدامه، على الرغم من سهولة تحضيره الكيميائي.